# Iowa City
Iowa City je město v Iowě v Johnson County, které má přibližně 75 tisíc obyvatel a rozlohu 63,3 km².

## Historie

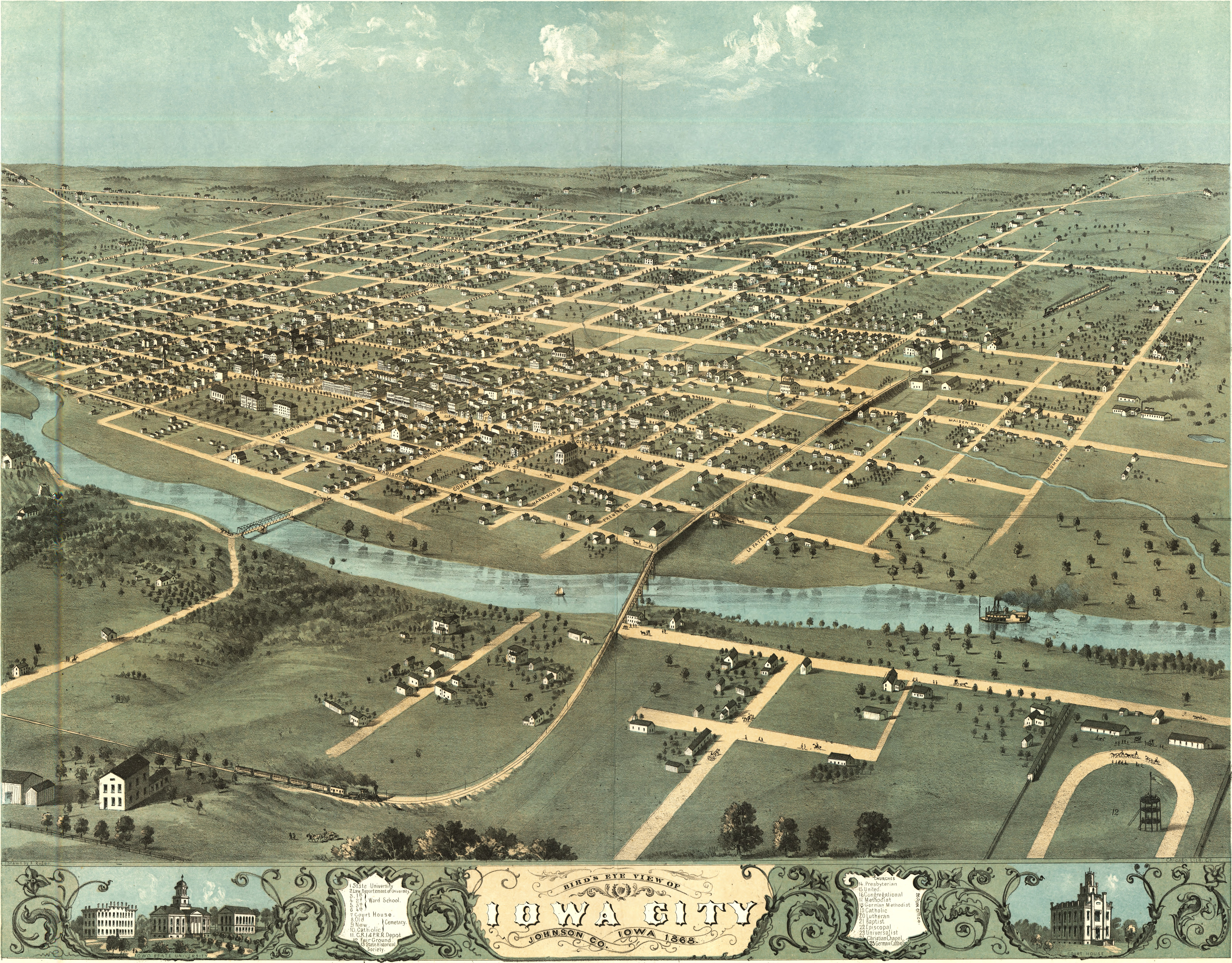
Město v roce 1868

Původně dřevěná osada zemědělců byla usnesením parlamentního shromáždění roku 1839 vybrána za hlavní město teritoria Iowa a jeho výstavba zahájena podle urbanistického projektu, územní správa z Burlingtonu sem přeídlila roku 1841 a roku 1846 bylo Iowa City zvoleno hlavním městem nově ustaveného státu unie Iowa. Město pustošila řeka Iowa ničivými povodněmi, v letech 1843 a 1844 byly postaveny první přehrady a vodní mlýn. V roce 1857 byl statut hlavního města přenesen do Des Moines. Roku 1855 dospěla do města železnice. Roku 1942 bylo založeno letiště pro vojenské účely.

### Česká imigrace
V letech 1853–1859 sem přicházeli první emigranti z českých zemí, kteří zde a v Cedar Rapids vytvořili početnou českou komunitu, stavěli pivovary, provozovali mlýn, hostinec a tančírnu a roku 1869 založili časopis Slovan americký. Jejich památku dokládá hřbitov Oakland Cemetery, založený roku 1843.
Roku 1922 zde byla první starostkou města v USA nad 10 000 obyvatel zvolena žena, Emma J. Harvatová (Emma Harvatová byla českého původu, rodiče se přistěhovali do USA z Čech.)

## Hospodářství
Univerzita a univerzitní nemocnice jsou největším zaměstnavatelem v okrese a pěti nejvýznamnějšími hospodářskými subjekty. Během školního roku značně vzrůstá počet obyvatel města, univerzitních studentů je 16 tisíc, další přijíždějí do středních škol. Následuje pobočka koncernu drogistického zboží Procter & Gamble a obchodní řetězce.

## Doprava
Město leží při křižovatce dálnic č. 80 a 380, silniční doprava je pro ně určující. Veřejnou dopravu zajišťují městské autobusy, dálkovou dopravu greyhounds. Letiště leží v jižní části města, poměrně blízko centra, takže je kromě autobusové dopravy spojuje také cyklostezka podél řeky Iowa River.

## Školství
Město je známé jako univerzitní město, sídlí zde University of Iowa, založená roku 1847, ale otevřená veřejnosti až roku 1855. Téhož roku přijala statut přijímání studentů obojího pohlaví, mužů i žen. Pět historických budov kampusu tvoří tzv. Pentacrest, vytvořený od 50. let 19. století do 1. poloviny 20. století. Jeho vzorem byly anglické univerzity, v každé budově sídlila jiná fakulta, přednáškové sály, muzejní sbírky, laboratoře a kaple.
- Old Capitol – novorenesanční budova z roku 1842 je středem uliční sítě města a symbolem města, původně sídlo městské správy, postavené podle vzoru Kapitolu ve Washingtonu.
- Macbride Hall (1858) – přírodovědecká fakulta, nyní zejména její muzeum; Jessup Hall, MacLean Hall, Schaeffer Hall (1900) – fakulta svobodných umění a věd, jedna z nejrozsáhlejších, zahrnuje společenskovědní i umělecké obory;
- Menší kampus tvoří Kirkwood Community College.

## Kultura
Severozápadní část města, čtvrť Coralville, je hlavní kulturní a turistickou oblastí s parky, rozhlednou a atrakcemi. Sídlí zde radnice, divadla, knihovna, konají se zde festivaly.

## Památky
- Old post office – kamenná historická budova pošty
- Old Capitol a Pentacrest – univerzitní budovy
- Železniční nádraží Depot
- Close House

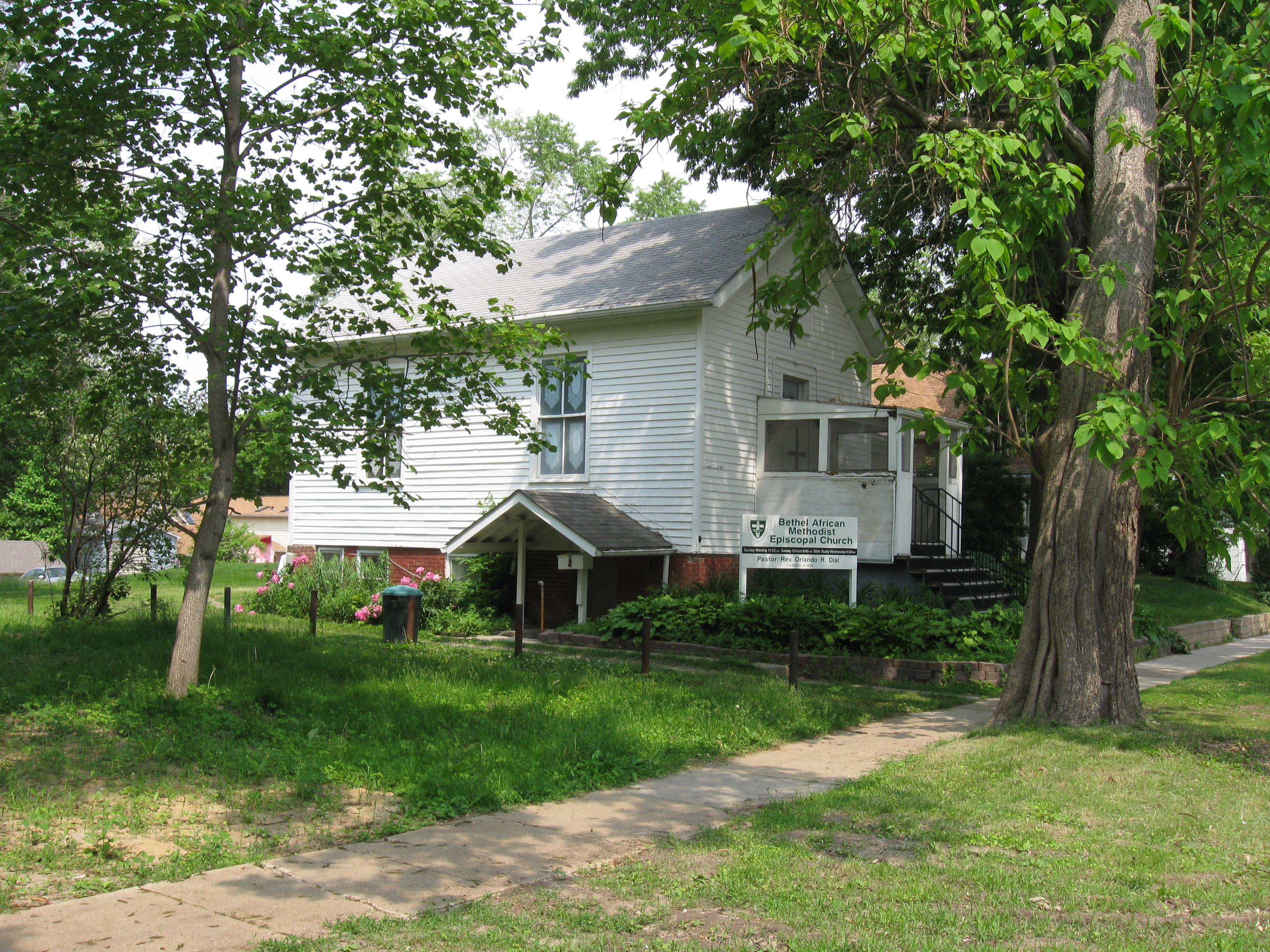
Bethel AME Church
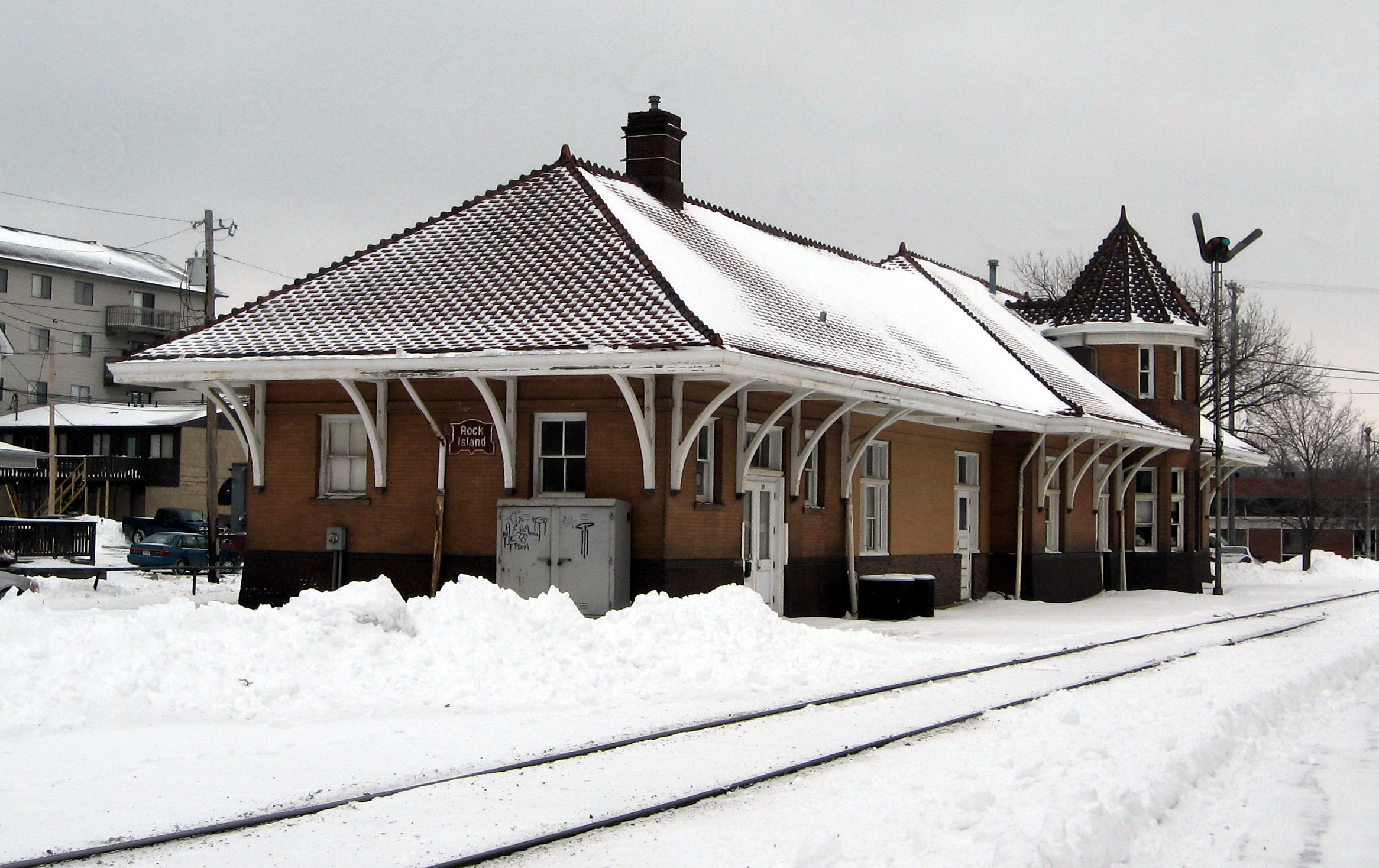
Nádraží
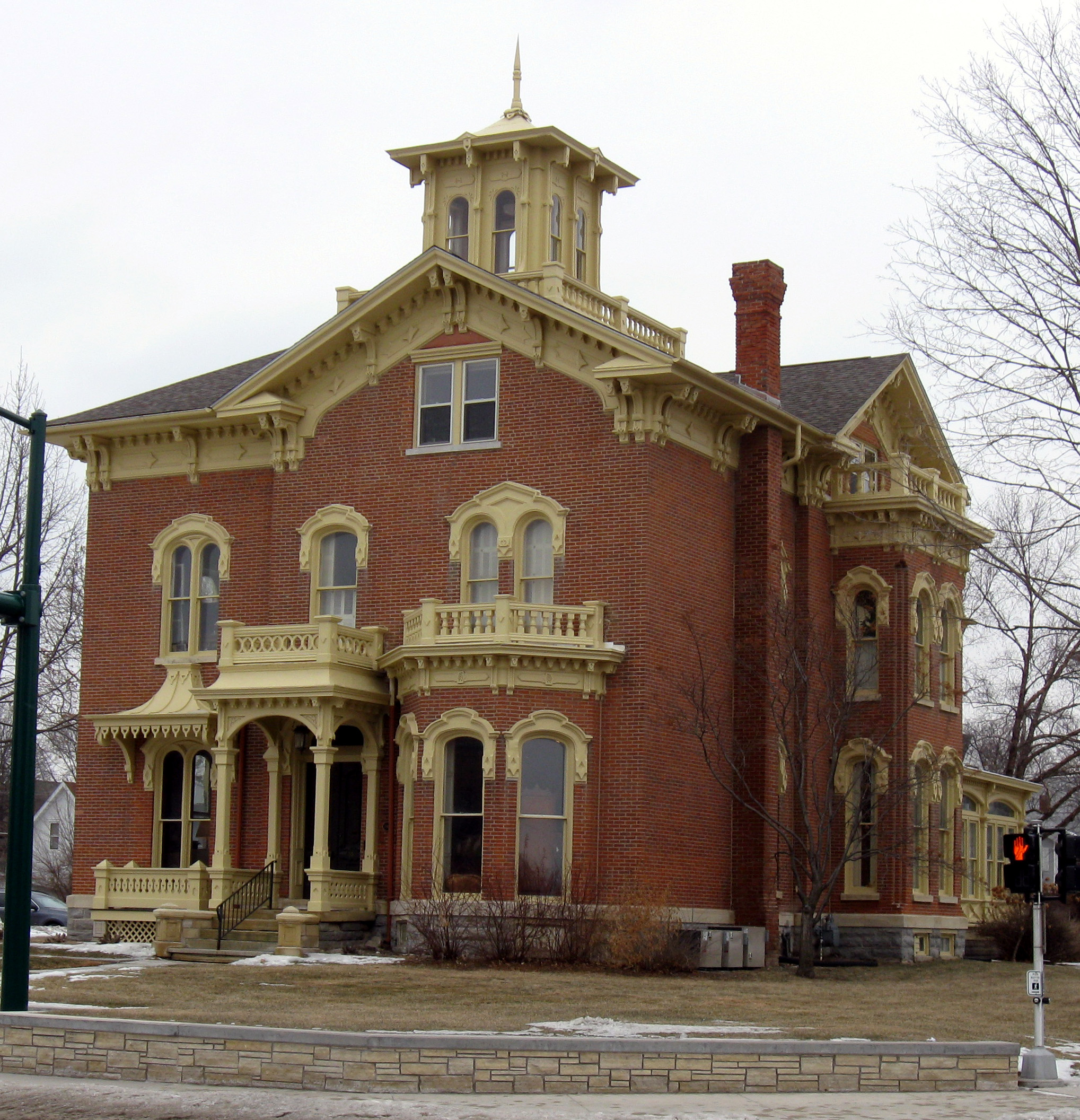
Close House
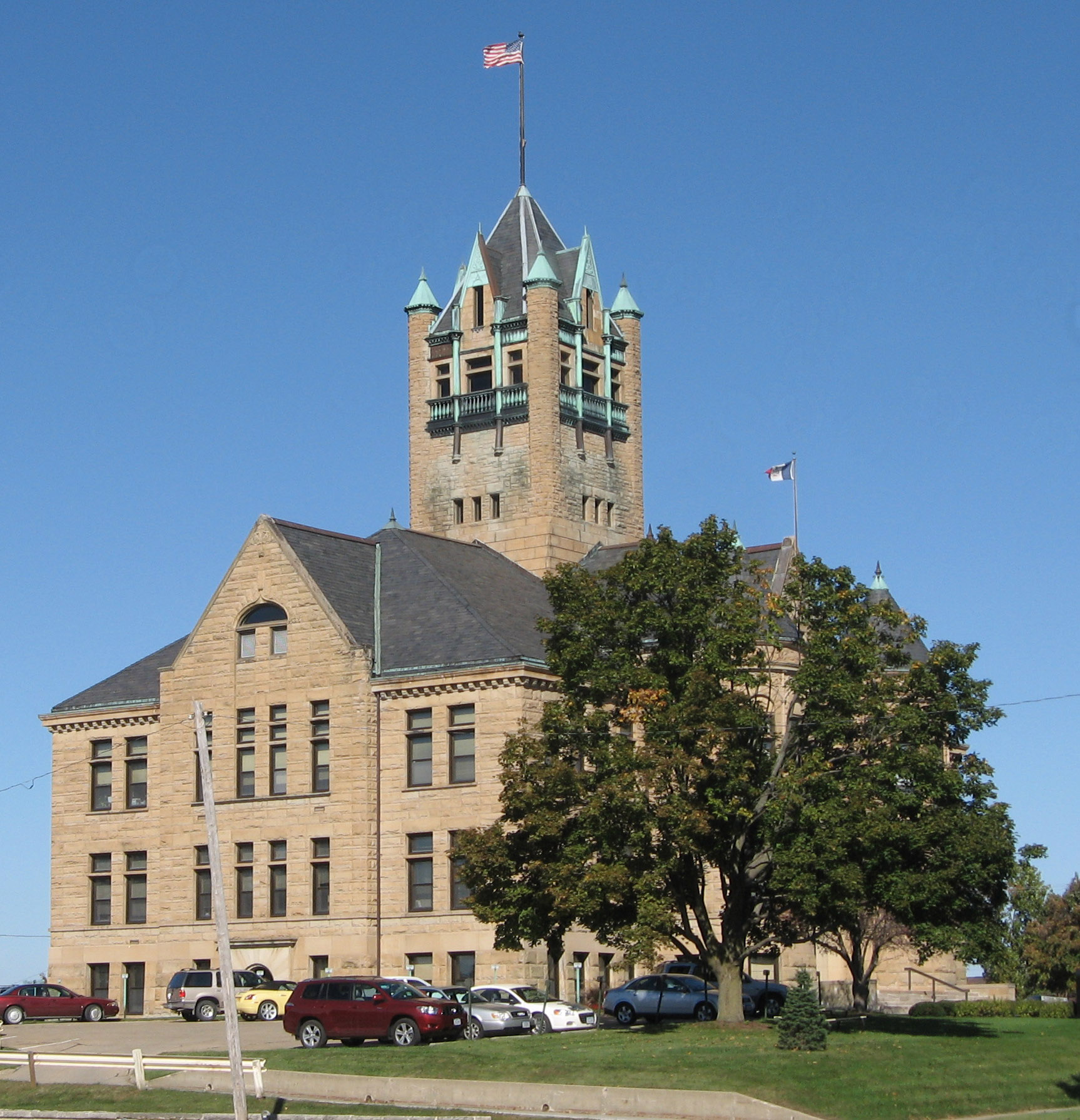
Johnsonův dvůr
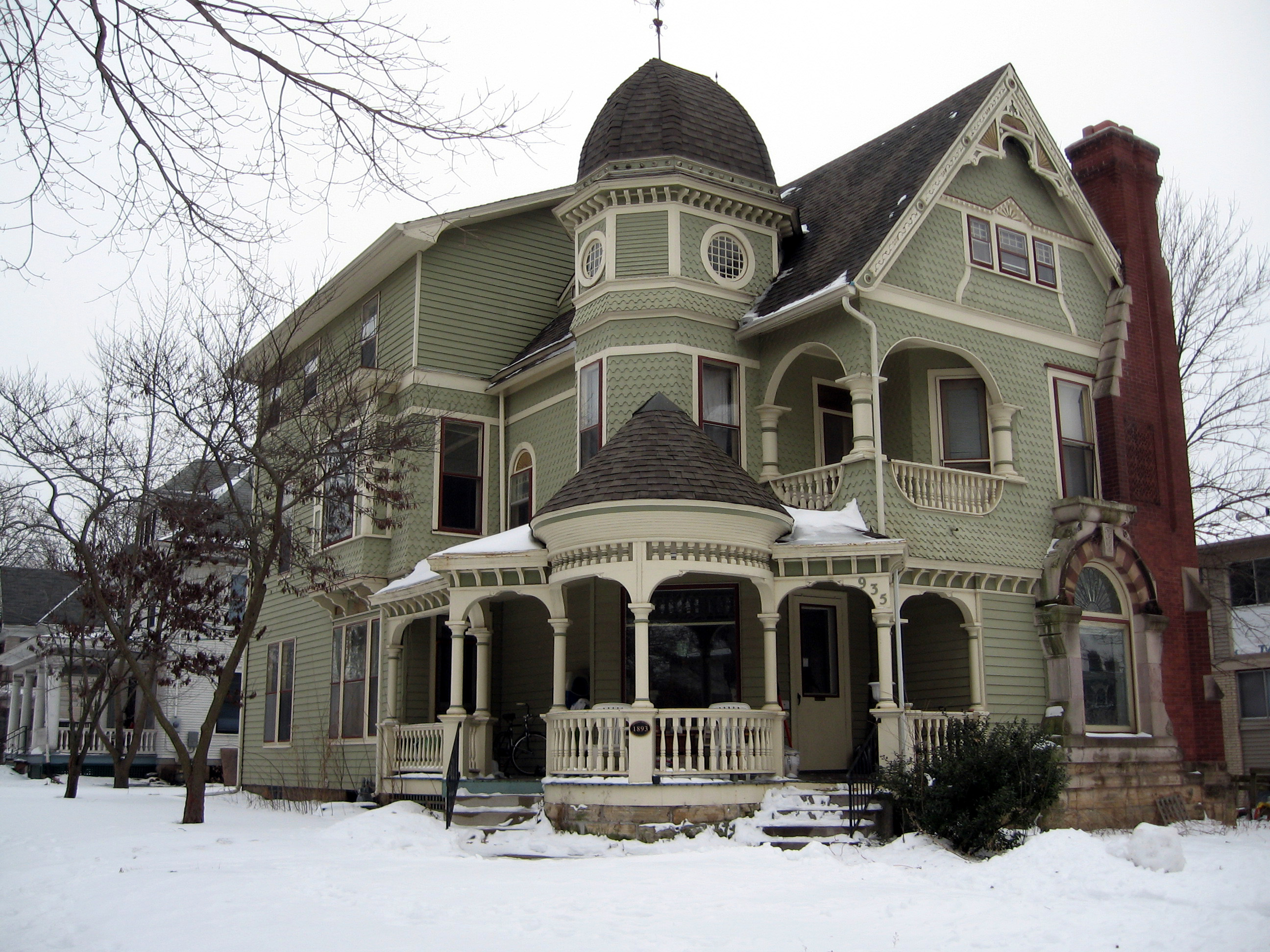
Linsay House
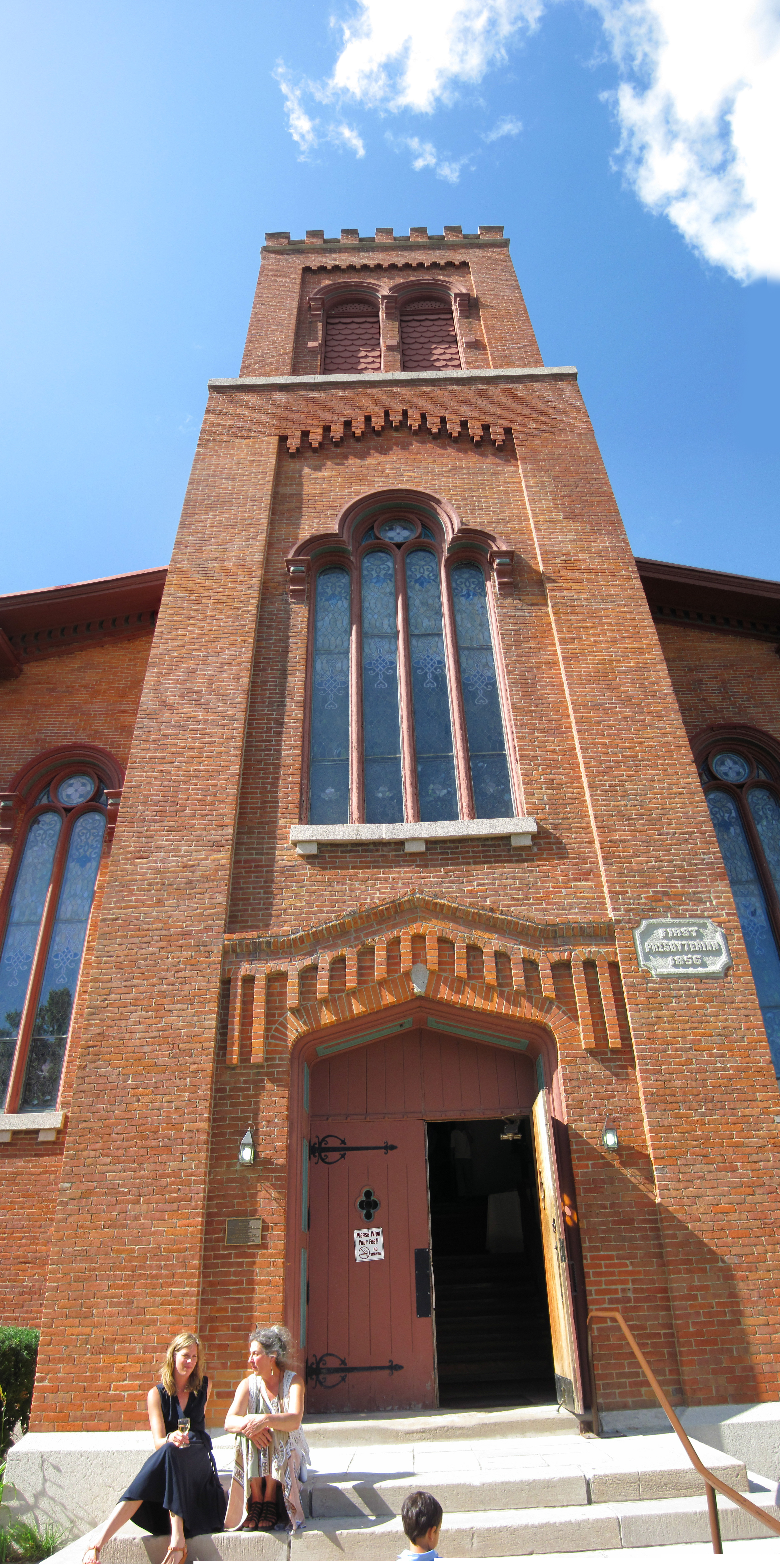
Starý cihlový kostel
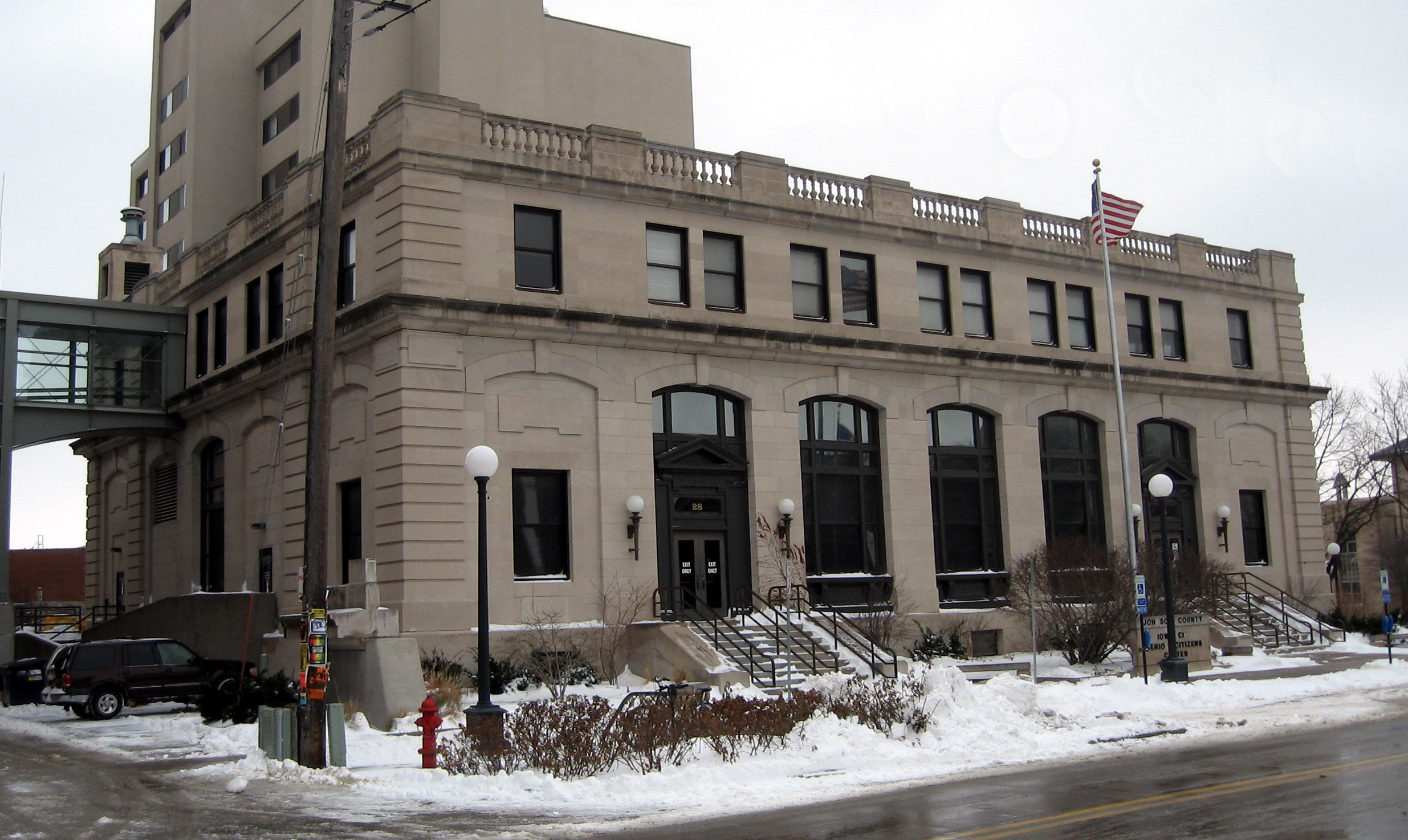
Stará pošta
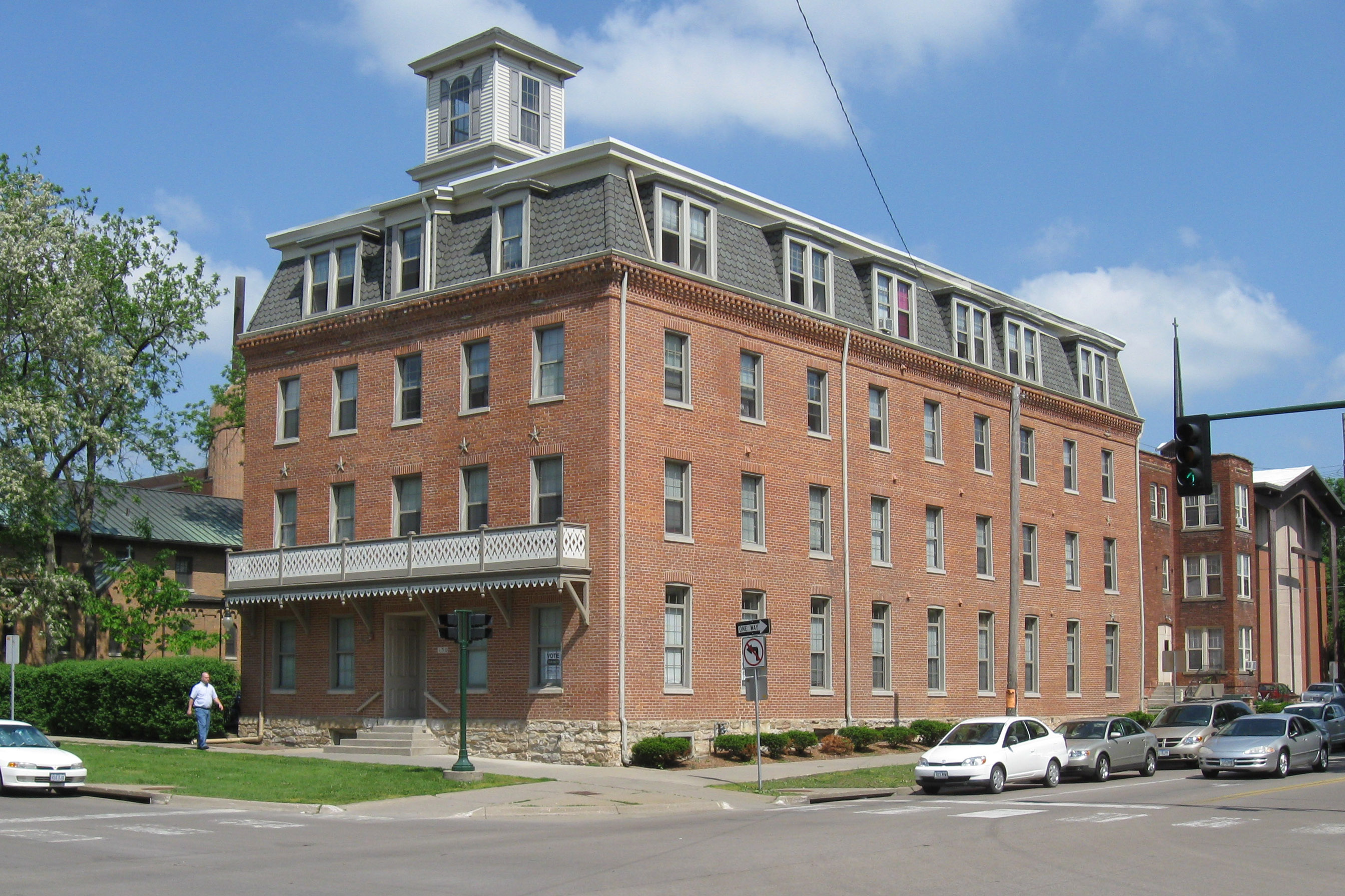
Hotel Park House
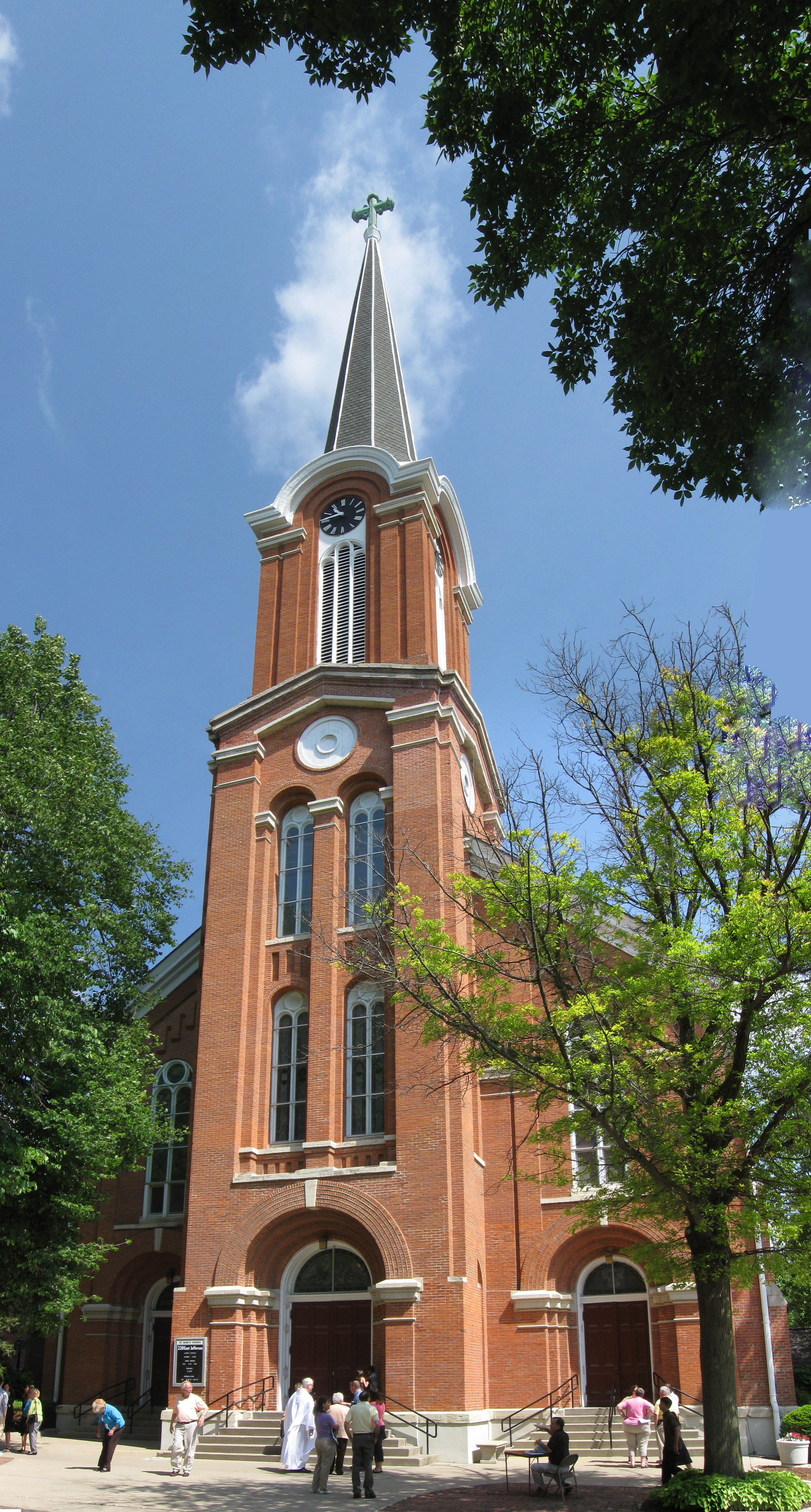
Kostel St. Mary's Church

## Muzea
- UIMA – Univerzitní muzeum umění – významné sbírky etnického umění (mexické, indiánské, africké)[4]
- Childern's museum – Dětské muzeum spojené s hernami a zábavním parkem

## Osobnosti města
- James Van Allen (1914—2006), astronom
- Allan Rex Sandage (1926—2010), astronom
- Bob Barr (* 1948), právník a politik
- Phil Morris (* 1959), herec
- Corine Mauchová (* 1960), starostka Zürichu
- Hill Harper (* 1966), herec
- Laura Leightonová (* 1968), herečka